# Zabujjea, Sokal
Zabujjea (în ucraineană Забужжя) este un sat în comuna Opilsko din raionul Sokal, regiunea Liov, Ucraina.

## Demografie
Componența lingvistică a localității Zabujjea
     Ucraineană (99,19%)
     Alte limbi (0,81%)
Conform recensământului din 2001, majoritatea populației localității Zabujjea era vorbitoare de ucraineană (99,19%), existând în minoritate și vorbitori de alte limbi.